# Мајадин
Ал Мајадин или Мајадин (арап. الميادين‎‎) је град у источној Сирији. Такође је и административни центар Мајадин Дистрикта, део Дајр ез Заура.
Ал Мајадин лежи на десној (јужној) обали Еуфрата, 12 километара испод раскрснице Чабур и 45 километара југоисточно од Дајр ез Заура на главном путу у правцу Абу Камала на ирачкој граници. Град је 2003. имао према процени 48.922 становника, за 2010. годину израчунато је 70.162 становника. Регион спада у сиријску пустињу са мање од 120 милиметара годишњих падавина. Неколико падавина пада у зимским месецима. Овде је пољопривреда могућа само у воденим долинама дуж Еуфрата. Чак и пашњаци за номаде говеда су ретки.